# Cabinet Böhmer II
Land de Saxe-Anhalt
Böhmer I Haseloff I
Le cabinet Böhmer II (en allemand : Kabinett Böhmer II) est le gouvernement régional du Land de Saxe-Anhalt entre le 24 avril 2006 et le 19 avril 2011, sous la 5e législature du Landtag.

## Historique du mandat
Ce gouvernement est dirigé par le ministre-président chrétien-démocrate sortant, Wolfgang Böhmer. Il est constitué et soutenu par une « grande coalition » entre l'Union chrétienne-démocrate d'Allemagne (CDU) et le Parti social-démocrate d'Allemagne (SPD). Ensemble, ils disposent de 64 députés sur 97, soit 66 % des sièges du Landtag.
Il est formé à la suite des élections régionales du 26 mars 2006.
Il succède donc au cabinet Böhmer I, constitué et soutenu par une « coalition noire-jaune » entre l'Union chrétienne-démocrate et le Parti libéral-démocrate (FDP).

### Formation
Au cours du scrutin, le FDP divise sa représentation parlementaire, et le gouvernement perd sa majorité à deux sièges près. Böhmer choisit alors de se tourner vers les sociaux-démocrates pour constituer une nouvelle alliance majoritaire. Il est ensuite investi pour un mandat de cinq ans, et non plus quatre comme depuis 1990.

### Succession
Les élections du 20 mars 2011, qui voient le retrait de la vie politique du chef de l'exécutif sortant, amènent une grande stabilité des équilibres parlementaires. Par conséquent, la grande coalition est reconduite sous l'autorité du chrétien-démocrate Reiner Haseloff, qui forme son premier gouvernement.

## Composition
- Par rapport au cabinet Böhmer I, les nouveaux ministres sont indiqués en gras, ceux ayant changé d'attributions le sont en italique.

| Portefeuille                                                                          | Titulaire | Titulaire                                                                      | Parti |
| ------------------------------------------------------------------------------------- | --------- | ------------------------------------------------------------------------------ | ----- |
| Ministre-président                                                                    |           | Wolfgang Böhmer                                                                | CDU   |
| Vice-ministre-président Ministre des Finances                                         |           | Jens Bullerjahn                                                                | SPD   |
| Ministre de l'Intérieur                                                               |           | Holger Hövelmann                                                               | SPD   |
| Ministre de la Justice                                                                |           | Angela Kolb                                                                    | SPD   |
| Ministre de l'Économie et du Travail                                                  |           | Reiner Haseloff                                                                | CDU   |
| Ministre de l'Agriculture et de l'Environnement                                       |           | Petra Wernicke (jusqu'au 12/10/2009) Hermann Onko Aeikens                      | CDU   |
| Ministre de l'Éducation                                                               |           | Jan-Hendrik Olbertz (jusqu'au 01/06/2010)                                      | Sans  |
| Ministre de l'Éducation                                                               |           | Birgitta Wolff                                                                 | CDU   |
| Ministre des Travaux publics, des Transports et de l'Aménagement du territoire        |           | Karl-Heinz Daehre                                                              | CDU   |
| Ministre de la Santé et des Affaires sociales                                         |           | Gerlinde Kuppe (jusqu'au 22/12/2009) Norbert Bischoff (à partir du 30/12/2009) | SPD   |
| Ministre des Affaires fédérales et européennes Directeur de la chancellerie régionale |           | Rainer Robra                                                                   | CDU   |